# Kinston (North Carolina)
Kinston ist eine Stadt im US-Bundesstaat North Carolina und der County Seat des Lenoir County. Kinston liegt in der Küstenebene des östlichen North Carolina. Das U.S. Census Bureau ermittelte bei der Volkszählung 2020 eine Einwohnerzahl von 19.900.

## Geschichte
Zur Zeit der englischen Besiedlung war das Gebiet vom Volk der Neusiok bewohnt. Vor dem historischen Stamm lebten in der Gegend seit Tausenden von Jahren Ureinwohner verschiedenster Kulturen. Bevor die englischen Kolonisten die Stadt gründeten, nannten sie das Gebiet Atkins Bank, was sich auf eine Steilküste bezog, die einst Robert Atkins gehörte und direkt über dem Neuse River lag. Auf Atkins Bank befanden sich Farmen, ein Tabaklager und eine Mission der Church of England.
Kinston wurde durch einen Akt der Generalversammlung von North Carolina im Dezember 1762 als Kingston gegründet, zu Ehren von König George III., der gerade den Thron bestiegen hatte. Der Gesetzesentwurf zur Gründung wurde von Richard Caswell eingebracht, der dort seinen Wohnsitz hatte und später als erster Gouverneur des Staates North Carolina von 1776 bis 1780 diente. Nach dem Sieg in der Amerikanischen Revolution benannten die Bürger die Stadt 1784 in Kinston um, um die Ablehnung des Königtums durch die Bevölkerung zu zeigen. Im Jahr 1833 wurde Kinston kurzzeitig zu Caswell, zu Ehren von Gouverneur Richard Caswell, aber der Name wurde im darauffolgenden Jahr wieder in Kinston geändert.
Im Dezember 1791 wurde in der Generalversammlung ein Gesetz verabschiedet, um Dobbs County auifzulösen und die Countys Lenoir und Glasgow zu bilden. Zu dieser Zeit wurde Kinston zum County Seat für Lenoir County ernannt. Während dieser ganzen Zeit war Kinston eine gemeindefreie Siedlung. Im Januar 1849 wurde sie schließlich durch einen Akt der Legislative zu einer Gemeinde. Nach der Gemeindegründung wuchs die Bevölkerung schnell. Im Jahr 1850 wurde die Bevölkerung auf 455 Menschen geschätzt, und nur zehn Jahre später hatte sie sich auf über tausend Menschen mehr als verdoppelt.
Während des späten 19. Jahrhunderts kam es zu einer Expansion in neue Industriezweige, vor allem in die Produktion von Pferdekutschen. Kinston wurde auch zu einem wichtigen Handelszentrum für Tabak und Baumwolle. Zu Beginn des 20. Jahrhunderts wurden in Kinstons Lagerhäusern jährlich mehr als fünf Millionen Pfund Tabak verkauft. Mit dem Wachstum der Bevölkerung und der Industrie stiegen auch die Grundstückswerte. Der Wert einiger Grundstücke stieg innerhalb von zwanzig Jahren um mehr als das Fünffache.
Neue Industrien kamen später hinzu, darunter Holz- und Baumwollverarbeitung, da Geschäftsleute aus North Carolina in die Verarbeitung ihrer eigenen Ernten investierten. Professioneller Sport wurde in Form eines Minor League Baseball Teams eingeführt. Später kam Wachstum in Form eines DuPont-Werks zur Herstellung von Polyesterfasern und Produktionsstätten für pharmazeutische Produkte hinzu. Das Wachstum verlangsamte sich schließlich in den 1960er Jahren, als die Textilproduktion nach Übersee verlagert wurde. Bemühungen, die Wirtschaft mit verschiedenen Mitteln wieder anzukurbeln, hatten nur begrenzten Erfolg.

## Demografie
Nach einer Schätzung von 2019 leben in Kinston 20.041 Menschen. Die Bevölkerung teilte sich im selben Jahr auf in 29,0 % Weiße, 66,2 % Afroamerikaner, 0,4 % amerikanische Ureinwohner, 1,1 % Asiaten und 3,3 % mit zwei oder mehr Ethnizitäten. Hispanics oder Latinos aller Ethnien machten 1,8 % der Bevölkerung aus. Das mittlere Haushaltseinkommen lag bei 33.066 US-Dollar und die Armutsquote bei 27,8 %.

## Bildung
Das Lenoir Community College befindet sich in der Stadt.

## Museen
Das CSS Neuse Civil War Interpretive Center befindet sich in Kinston. In diesem Museum ist die weitgehend erhaltene CSS Neuse zu besichtigen, bei der es sich um eines der wenigen im Original erhaltenen Schiffe aus der Zeit des Civil War handelt.

## Söhne und Töchter der Stadt
- James Tim Brymn (1881–1946), Komponist, Orchesterleiter und Pianist
- Tab Smith (1909–1971), Jazz-Saxophonist
- Skeeter Best (1914–1985), Jazzgitarrist
- Bob Northern (1934–2020), Jazzmusiker
- Maceo Parker (* 1943), Musiker und Komponist
- Alfred K. Flowers (* 1947), Generalmajor der United States Air Force
- Jocelyn Brown (* 1950), R&B- und Dance-Sängerin
- Cedric Maxwell (* 1955), Basketballspieler
- Dwight Clark (1957–2018), American-Football-Spieler und -funktionär
- Tony Dawson (* 1967), Basketballspieler
- Jerry Stackhouse (* 1974), Basketballspieler
- Jaime Pressly (* 1977), Schauspielerin und Model
- Elexis Gillette (* 1984), Leichtathlet
- Corey Rouse (* 1984), Basketballspieler
- Michael J. Jenkins (* 1986), Basketballspieler
- Brandon Ingram (* 1997), Basketballspieler